# ГЕС Джона Гарта
ГЕС Джона Гарта — гідроелектростанція на південному заході Канади у провінції Британська Колумбія. Знаходячись нижче від ГЕС Ladore (47 МВт), становить нижній ступінь каскаду на річці Кемпбелл, яка на північно-східному узбережжі острова Ванкувер впадає до протоки Діскавері. Названа за іменем Прем'єра Британської Колумбії у 1941—1947 Джона Гарта (англ. John Hart).
В рамках проекту річку перекрили бетонною гравітаційною греблею висотою 20 метрів та довжиною 200 метрів. Вона утримує водосховище з площею поверхні 5,3 км2 та дуже незначним коливанням рівня у операційному режимі – між позначками 139 та 139,6 метра НРМ, чому відповідає корисний об'ємом у 2 млн м3.
Зі сховища по правобережжю проклали три дерев'яні напірні водоводи (два у 1947-му і 1949-му, а ще один в 1950-х роках) довжиною по 1,8 км з діаметрами 3,6 метра. Вони спускались повз водоспад Елк-Фоллс, а неподалік від завершення сполучались з трьома запобіжними балансувальними резервуарами баштового типу. У підсумку ресурс надходив на шість турбін типу Френсіс потужністю по 20,9 МВт.
В 2014-2018 роках реалізували проект спорудження нової станції на заміну старого об’єкту. На цей раз вода через напірну шахту висотою 80 метрів потрапляє у підвідний тунель довжиною 2,1 км з діаметром 8,1 метра. Останній живить три турбіни потужністю по 45 МВт.